# 細田悟一
細田 悟一（ほそだ ごいち、1898年 - 1982年）は、日本の株式評論家。一目均衡表の考案者として知られる。

## 来歴
都新聞に株式・商品市場担当記者として勤め、商況部長として活躍する。
1936年、7年の歳月と延べ2000人の人手をかけた成果である新東転換線(後の一目均衡表)を発表する。記者業の傍ら日本証券新聞等に寄稿し、退職後も評論活動を続ける。
戦後になってペンネームを「一目山人(いちもくさんじん)」と称し、一目均衡表の名称はこれに由来している。

## 著書
- 一目均衡表(1975年3月)
- 一目均衡表 完結編(1976年7月)
- 一目均衡表 週間編(1975年3月)
- わが最上の型譜(1977年11月)
- 一目均衡表 真技能編(1981年12月)(絶版)（国立国会図書館）
- 一目均衡表 綜合編(1979年6月)(絶版)（国立国会図書館）
- 一目均衡表 綜合編 後編(1980年5月)(絶版)（国立国会図書館）